# Paul Glass
Pour les articles homonymes, voir Glass.
Œuvres principales
- 5 concertos
- 6 symphonies
- Musique du film Bunny Lake a disparu
...
Paul (Eugene) Glass est un compositeur et pédagogue suisse d'origine américaine, né le 19 novembre 1934 à Los Angeles (Californie).

## Biographie
Fils de l'acteur américain d'origine française Gaston Glass (1899-1965), Paul Glass entame ses études musicales à l'Université de Californie du Sud, auprès de Boris Blacher, Ingolf Dahl (en) et Hugo Friedhofer. Diplômé en 1956, il bénéficie d'une bourse Fulbright qui lui permet de poursuivre sa formation auprès de Goffredo Petrassi à Rome, de Roger Sessions à l'Université de Princeton, et enfin de Witold Lutosławski à l'Université de Varsovie (Institut des Relations Internationales).
Devenu membre de l'ASCAP en 1961, il revient en 1962 aux États-Unis, où il commence à enseigner (un de ses élèves est le compositeur brésilien Francis Hime, né en 1939). Après des passages par l'Angleterre (en 1965) et la France, il s'installe en Suisse en 1973, à Lugano — écart de Carona (canton du Tessin). Il est naturalisé suisse en 1995.
À Lugano, Paul Glass enseigne jusqu'en 1999 la théorie et la composition au sein du Conservatoire de la Suisse italienne (Conservatorio della Svizzera italiana), où il a notamment comme élève le compositeur suisse Fabio Tognetti (né en 1965). Il poursuit ses activités de pédagogue à l'Université Franklin Suisse (Franklin University Switzerland (en)).
Comme compositeur de musique « classique », on lui doit entre autres de la musique de chambre, cinq concertos, six symphonies et des pièces de musique vocale.
Par ailleurs, pour le cinéma, il compose les musiques de onze films, les deux premiers sortis en 1957 (dont The Abductors (en) d'Andrew V. McLaglen, avec Victor McLaglen et Gavin Muir), le dernier en 2009. Mentionnons aussi le film américain Une femme dans une cage de Walter Grauman (1964, avec Olivia de Havilland et James Caan), le film britannique Bunny Lake a disparu d'Otto Preminger (1965, avec Laurence Olivier et Carol Lynley) et le film germano-britannique Une fille... pour le diable de Peter Sykes (1976, avec Richard Widmark et Christopher Lee).
Enfin, Paul Glass travaille à la télévision et signe entre 1963 et 2000 des partitions pour six téléfilms et trois séries, dont Night Gallery (quatorze épisodes, 1971-1972).

## Compositions (sélection)

### Pièces pour instrument solo
- 1970 : Vittoria pour alto
- 1981 : Variazioni pour flûte
- 1983 : Fux-Variationen pour violoncelle ; 5 Klavierstücke (cinq pièces pour piano)
- 2006 : Scomposizione originale pour violoncelle

### Musique de chambre
- 1949 : Variations pour quintette à vent (n° 1) ; Passacaglia pour quatuor à cordes
- 1954 : Rondo pour violon et piano
- 1956 : Quintette pour clarinette et cordes ; Trio pour flûte, violoncelle et piano
- 1957 : 3 pezzi (trois pièces) pour violon et piano
- 1961 : Sonate pour violoncelle et piano
- 1964 : Trio pour flûte, clarinette et basson
- 1966 : Quatuor pour flûte, clarinette, alto et violoncelle
- 1971 : Quintette à vent n° 2 ; Trio avec piano
- 1973 : Échanges pour 16 instrumentalistes (ensemble de cordes et de vents)
- 1976 : Septuor de cuivres
- 1978 : Quatuor pour hautbois et cordes
- 1980 : Quatuor de saxophones
- 1988 : Quatuor à cordes Streichquartett I

### Musique pour orchestre
Concertos
- 1961 : Concerto pour violoncelle
- 1982 : Concerto pour piano Concerto per pianoforte estemporaneo e grande orchestra
- 2002 : Soggetti migranti, concerto pour trois percussions
- 2004 : Lo svasso cornuto, concerto pour cor anglais
- 2006 : El buen aire, concerto pour violoncelle et piano

Symphonies
- 1959 : Sinfonia[2] n° 1
- 1961 : Sinfonia n° 2 Suita Symfonyczna
- 1986 : Sinfonia n° 3
- 1992 : Sinfonia n° 4
- 1999 : Sinfonia n° 5 ad modum missae
- 2003 : Sinfonia n° 6 Quinto Giorno

Autres pièces pour orchestre
- 1957 : Eschatos, musique de ballet
- 1990 : Lamento dell'acqua
- 1994 : quan shi qu
- 2001 : Kakapo, musique de ballet pour enfants
- 2005 : Grandiflora

### Musique vocale
- 1968 : 5 chansons pour une princesse errante pour baryton et piano (+ version pour baryton et orchestre, 1992)
- 1976 : Sahassavagga pour chœur de femmes
- 1987 : Deh, spiriti miei, quando mi vedete pour chœur a cappella
- 1988 : Pianto della madonna pour soprano, baryton, chœurs et orchestre
- 2004 : Vocalizzo (vocalise) pour soprano, flûte, cor anglais, basson, piano, violon et violoncelle

### Musiques pour l'écran
Cinéma
- 1957 : The Abductors d'Andrew V. McLaglen

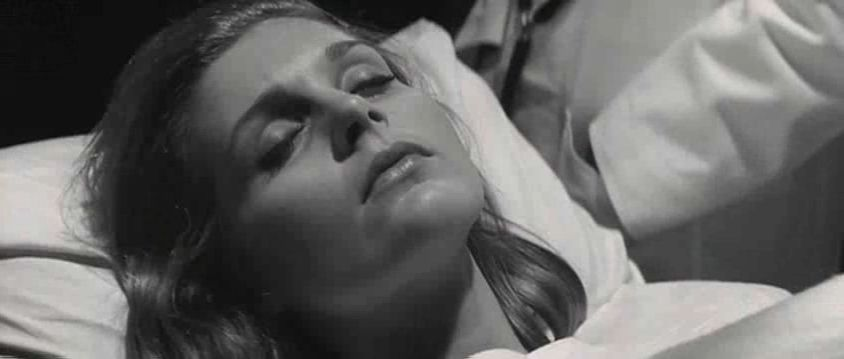
Carol Lynley, dans Bunny Lake a disparu (1965)

- 1961 : Fear No More de Bernard Wiesen
- 1964 : Une femme dans une cage (Lady in a Cage) de Walter Grauman
- 1965 : Tendre Garce (Nightmare in the Sun) de John Derek et Marc Lawrence
- 1965 : Bunny Lake a disparu (Bunny Lake Is Missing) d'Otto Preminger
- 1970 : A Test of Violence de Stuart Cooper (court métrage documentaire)
- 1975 : Overlord de Stuart Cooper
- 1976 : Une fille... pour le diable (To the Devil a Daughter) de Peter Sykes
- 2009 : La valle delle ombre de Mihály Györik

Télévision
- 1970 : Sole Survivor (en) de Paul Stanley (téléfilm)
- 1971 : Five Desperate Women de Ted Post (téléfilm)
- 1971-1972 : Night Gallery, saison 2, 14 épisodes (série)
- 1972 : Two for the Money de Bernard L. Kowalski (téléfilm)
- 1972 : The Rookies, épisodes non-spécifiés (série)
- 1972 : Sandcastles de Ted Post (téléfilm)
- 1984 : Histoires singulières (Hammer House of Mystery and Suspense), saison unique, épisode 5 Le Sang d'une championne (The Late Nancy Irving) de Peter Sasdy (série)
- 2000 : Die Abzocker - Eine eiskalte Affäre de Stuart Cooper (téléfilm)